# Perinereis tenuisetis
Perinereis tenuisetis är en ringmaskart som först beskrevs av Fauvel 1915.  Perinereis tenuisetis ingår i släktet Perinereis och familjen Nereididae. Inga underarter finns listade i Catalogue of Life.